# Tropentauglichkeit
Unter Tropentauglichkeit versteht man eine ausreichende Belastungsfähigkeit unter den besonderen klimatischen Bedingungen der Tropen und Subtropen. Der Begriff wird für Personen aber auch für technische und industrielle Erzeugnisse verwendet. In der Tropenmedizin wird die Tropentauglichkeit nach Richtlinien der Berufsgenossenschaften im Rahmen einer Tropentauglichkeitsuntersuchung festgestellt. Für Geräte und technische Produkte gelten für die Feststellung der Tropentauglichkeit verschiedene Industrienormen.

## Medizinische Tropentauglichkeit
Das besondere Klima in tropischen und subtropischen Klimazonen ist meist durch hohe Luftfeuchtigkeit (oder in Wüstengebieten extreme Trockenheit), Hitze und verstärkte Sonneneinstrahlung gekennzeichnet. Bei den meisten zugereisten Personen wird dieses Klima nach einer gewissen Zeit der Anpassung toleriert, bei vorbestehenden Erkrankungen besonders des Herz-Kreislaufsystems kann jedoch eine gesundheitliche Gefährdung resultieren. Die Verordnung zur arbeitsmedizinischen Vorsorge (ArbMedVV) sieht eine Pflichtuntersuchung (Anhang Teil 4/1) von Arbeitnehmern vor, wenn „Tätigkeiten in Tropen, Subtropen und sonstige Auslandsaufenthalte mit besonderen klimatischen Belastungen und Infektionsgefährdungen“ ausgeführt werden. Mit diesen Untersuchungen können Ärzte mit der Facharztbezeichnung „Arbeitsmedizin“ oder den Zusatzbezeichnungen „Betriebsmedizin“, „Tropenmedizin“ beauftragt werden. 
Diese beinhaltet neben der gesundheitlichen Prüfung auf Tropentauglichkeit auch Aspekte der verfügbaren medizinischen Versorgung vor Ort, die Gefährdung durch Infektionskrankheiten und deren Prophylaxe.

## Technische Tropentauglichkeit
Die klimatischen Bedingungen können bei industriellen Erzeugnissen zu einer Funktionsunfähigkeit führen oder eine Korrosion und Verschleiß beschleunigen. So wird die Tropentauglichkeit bei manchen Maschinen durch eine verbesserte Dichtigkeit gegenüber Sandstaub, besondere Kühleinrichtungen oder einer erhöhten Korrosionsbeständigkeit gegenüber Feuchtigkeit erreicht. Für die Prüfung und Bedingungen einer besonderen Belastungsfähigkeit gelten je nach Produkt verschiedene Industrienormen, so z. B. für Kühlaggregate EN ISO 15502, für Textilien EN ISO 11721.